# Igienă rasială

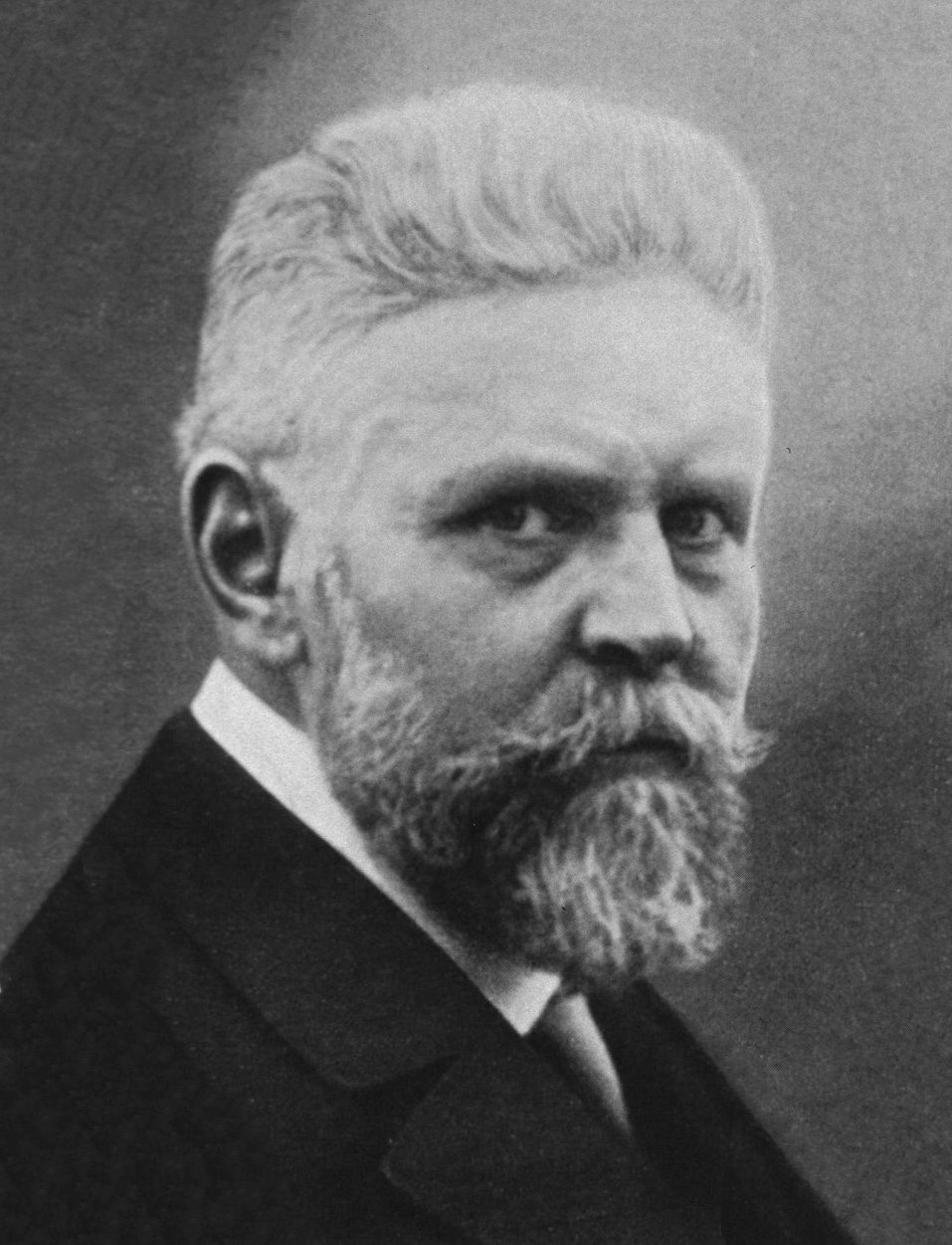
Alfred Ploetz a introdus termenul „igienă rasială” în 1895.

Termenul de igienă rasială denotă o abordare eugenică specifică începutului de secol XX care a fost implementată în Germania nazistă. Aceasta era fundamentată pe convingerea că există o ierarhie rasială, iar „rasele inferioare” nu trebuie să le „contamineze” pe cele „superioare”. În perioada respectivă se credea că lipsa eugenismului ar conduce la o degenerare socială⁠(d) rapidă, la declinul civilizației și implicit la răspândirea trăsăturilor inferioare.

## Germania nazistă
Pe parcursul anilor 1930 și 1940 instituțiile Germaniei naziste au inițiat studii de genetică, cercetări pe gemeni și au creat registre genetice. De asemenea, cercetătorii naziști au dezvoltat și teorii despre presupusa superioritate a anumitor grupe sanguine încercând să stabilească o distincție între „arieni” și evrei prin intermediul analizelor de sânge. În anii 1930 doctorul Josef Mengele, membru al Schutzstaffel (SS), a preluat rămășițe umane din lagărul de concentrare Auschwitz - sânge, membre și alte părți ale corpului - cu scopul de a fi studiate în instituțiile de specialitate. Oamenii de știință au experimentat pe prizonierii din diferite lagăre, justificându-și acțiunile în baza ideii de igienă rasială.
În propaganda nazistă, termenul de „rasă” era utilizat deseori cu sensul de „arian” sau „Übermenschen”; acesta denotă o rasă superioară pură care este biologic superioară celorlalte. Sub influența eugenistului Ernst Rüdin⁠(d), ideologia național socialistă a adoptat ideea de „igienă rasială” care presupune puritatea rasială și condamnarea metisajului⁠(d). Fiind convinși de importanța purități rasiale germane, naziștii au formulat politicile rasiale în baza cărora au eliminat diferite grupuri etnice. Aplicarea acestor idei a început în 1935 când au fost adoptate legile de la Nürnberg prin care erau interzise relațiile sexuale și căsătoriile între arieni și celelalte rase (Rassenschande⁠(d)).
De asemenea, pornind de la teoretizarea igienei rasiale au fost elaborate și programele de sterilizare prin care se urmărea eliminarea elementelor caracterizate de naziști ca fiind nocive rasei umane. Legea Sterilizării⁠(d), adoptată pe 14 iulie 1933, preciza că orice persoană care suferă de o boală genetică trebuie să fie sterilizată. Acestea au fost redactate de cei mai importanți susținători ai ideii de igienă rasială: Fritz Lenz, Alfred Ploetz, Ernst Rudin, Heinrich Himmler, Gerhard Wagner și Fritz Thyssen. Lista bolilor care se încadrează aici include debilitatea, schizofrenia, tulburare bipolară, epilepsie, boala Huntington, orbire genetică sau „alcoolism sever”. Se estimează că numărul cetățenilor sterilizați în Germania nazistă este undeva între 350.000 și 400.000.
Susținătorii igienei rasiale au jucat un rol important în Holocaust - efortul național socialiștilor de a elimina populațiile de evrei, romi, polonezi, sârbi (alături de majoritatea slavilor), negri⁠(d), mulatri⁠(d)și persoanele cu handicap fizic⁠(d) sau psihic din Europa. În programul Aktion T4, Hitler a ordonat eutanasierea pacienților cu boli psihice, iar cauza decesului era mereu trecută ca fiind accident vascular sau alte boli. Metodele și echipamentele utilizate în uciderea a mii de pacienților bolnavi psihic au fost mai târziu transferate în lagărele de concentrare deoarece materialele și resursele necesare eliminării unui număr imens de persoane erau la îndemână și s-au dovedit a fi de succes. Asistentele și stafful care au luat parte la eutanasii au fost apoi transferați la camerele de gazare⁠(d) din lagăre.
Doctorii care au luat parte la experimentele pe prizonieri în lagărele de concentrare erau specializați pe igienă rasială și au utilizat această „știință” ca să-și justifice testele medicale. În unele cazuri prizonierii erau injectați cu boli cunoscute cu scopul de a testa vaccinuri sau alte posibile tratamente, iar în alte cazuri prizonierii erau introduși într-o camera de vid⁠(d) cu scopul de a observa impactul asupra piloților care se catapultează la altitudini mari sau erau cufundați în apă rece ca gheața cu scopul de a testa cât de mult poate o persoană de supraviețuiască. Germanii aveau deja experiența unor astfel de proceduri din timpul experimentelor efectuate pe prizonierii de război africani⁠(d) din lagărele de concentrare din Namibia în timpul genocidului populațiilor herero și namaqua⁠(d).
Un aspect esențial al național socialismului a fost conceptul de igienă rasială care a devenit filosofia de căpătâi a comunității medicale germane. Aceasta a fost instituționalizată pe parcursul anilor 1930 prin procesul de nazificare⁠(d).
Atitudinea naziștilor față de alte rase a fost formulată de Erwin Baur, Fritz Lenz și Eugen Fischer în lucrarea Teoria Eredității Umane și a Igienei Rasiale (1936).